# Phantom Stranger
Le Phantom Stranger est un personnage de fiction de DC Comics, créé en août/septembre 1952 par John Broome, Sy Barry et Carmine Infantino. C'est un personnage mystérieux de l'univers DC.

## Biographie
Phantom Stranger est un personnage de fiction dont l'origine, de nature paranormale, reste floue. Son nom, sa véritable nature, et ses origines n'ont jamais été dévoilés.
Héros immortel, il combat des forces occultes dans différents ouvrages de DC Comics. Le « Stranger » est plus connu pour le rôle qu'il joue en tant que super assistant d'autres héros, entre autres ceux de la Ligue de justice d'Amérique. La date de son admission dans la Ligue est elle aussi entourée de contradictions. Après un vote à la majorité, Superman le déclara « membre sans qualification » de la Ligue.

## Son apparence
Le Stranger ne porte pas de masque, mais une ombre (par exemple celle de son chapeau) dissimule constamment ses yeux.

## Ses pouvoirs
Son plus grand pouvoir est l'omniscience : il semble tout savoir des personnages qu'il rencontre. Ce savoir lui permet de donner des conseils éclairés et de venir en aide aux autres, faisant de lui une sorte d'ange gardien, envoyé en mission de miséricorde.
Phantom Stranger est réellement immortel : même un être comme le Spectre ne peut le tuer. Il a l'air intemporel, et ne semble jamais vieillir.
Les limites de ses pouvoirs ne sont pas très claires. On sait qu'il peut voyager dans le temps (et même se rendre dans des lieux mythiques, tel que l'Enfer ou le Paradis), survivre dans l'espace sans équipement particulier, ou encore voyager sur de très longues distances en un clin d'œil. Mais en général, il ne se sert pas de ses pouvoirs pour résoudre un problème. Il se contente de guider les autres dans ce but.
Comme c'est une force imprévisible, les autres s'en méfient. Mais la plupart des héros le suivent volontiers, parce qu'ils savent que son pouvoir est immense, mais aussi parce qu'ils sentent qu'au fond de lui, il est du côté du Bien.

## Équipe artistique
Paul Kupperberg, Mike Mignola, Paul Levitz, Jim Aparo, Michael Fleisher, Peter Tomasi, Ardian Syaf, Vincente Cifuentes

## Historique de publication
Le Phantom Stranger est apparu pour la première fois dans le premier numéro de la série The Phantom Stranger publié en août/septembre 1952.

## Autres médias
Il fait une apparition dans un épisode de la saison 2009/2010 de la série d'animation Batman : L'Alliance des héros. Dans l'épisode 11 (intitulé Chill of the night), le Spectre et le Stranger suivent les avancées de l'enquête de Batman et guettent le moment où il va apprendre qui a tué ses parents afin d'observer sa réaction. Le Stranger parie que Batman restera sur la voie de la Justice, tandis que Le Spectre parie qu'il tuera Joe Chill, le meurtrier de ses parents, Thomas Wayne et Martha Wayne.
Dans la série Swamp Thing (2019), il est incarné par Macon Blair, dans deux épisodes.